# Hospital Estadual de Francisco Morato

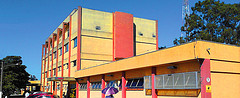

O Hospital Estadual de Francisco Morato Prof. Carlos da Silva Lacaz é um hospital localizado no município brasileiro de Francisco Morato, no estado de São Paulo. Desde 2004 era administrado pela  Irmandade da Santa Casa de Misericórdia de São Paulo, em 2014 o contrato foi rompido e a Fundação do ABC passou a administrar o hospital. Em 2019, A Fundação do ABC deixou de administrar o hospital, passando a administrar o hospital a Organização Social Centro de Estudos e Pesquisas “Dr. João Amorim” - CEJAM.
Inaugurada em 2004, com investimento de R$12,4 milhões do governo Alckmin, a unidade conta com aproximadamente 460 funcionários diretos e cerca de 240 colaboradores terceirizados. Dispõe de 109 leitos – sendo 29 de Unidade de Terapia Intensiva (UTI). É um hospital regional de Atenção Secundária, de “porta fechada”, que integra o Sistema Único de Saúde (SUS) por meio de sistema de referência e contra referência controlado pela Central de Regulação de Oferta de Serviços de Saúde (CROSS), do Governo do Estado. Presta assistência médico-hospitalar, visando a promoção da saúde, o tratamento e a reabilitação da população – principalmente de pacientes que residem na região de Franco da Rocha, Caieiras, Cajamar e Mairiporã, além de Francisco Morato.
O HEFM está dividido em dois prédios – um administrativo e outro assistencial. Os leitos ofertados são: 10 de UTI adulto, 8 de UTI pediátrica, 11 de UTI neonatal, 10 de berçário médio risco, 3 de berçário externo e 4 de unidade semi-intensiva adulto, além de leitos destinados ao alojamento conjunto, sala de emergência, salas para atendimento ambulatorial e salas de observação e medicação do Pronto Atendimento (paciente adulto e obstetrícia).
O corpo clínico é composto por equipes de Clínica Médica, UTI, Emergência, Cirurgia Geral, Ortopedia, Ginecologia e Obstetrícia, UTI Pediátrica, UTI Neonatal, Cirurgia Pediátrica e Anestesiologia. Na área de diagnóstico por imagem estão disponíveis exames de raio-x, tomografia computadorizada, mamografia, ultrassonografia geral e com doppler. Também constam serviços de endoscopia e colonoscopia, ecocardiografia, fisioterapia, fonoaudiologia, nefrologia e diálise de urgência, assim como avaliação oftalmológica de recém-nascidos.
Entre os destaques da unidade está o Serviço de Obstetrícia, que é referência para gestação de alto risco e realiza média de 220 partos por mês e 40 atendimentos diários no Pronto Atendimento. São cerca de 30 pacientes internadas no alojamento conjunto ou em gestação patológica.
O Hospital Estadual de Francisco Morato mantém ainda Banco de Sangue 24 horas, Serviço de Comissão de Infecção Hospitalar (SCIH) e Serviço de Ginecologia Eletiva – com ambulatório, cirurgias endoscópicas e uroginecológicas.